# Secosteroide

Allgemeine Struktur der Steroide; bei Secosteroiden ist der B-Ring geöffnet.

Struktur des Secosteroids Calcitriol

Secosteroide sind eine Gruppe natürlich vorkommender chemischer Verbindungen, die sich von den Steroiden ableiten. Zu ihnen zählen einige wichtige Stoffe aus der Vitamin-D-Gruppe. Die physiologisch aktive Form der D-Vitamine ist das Calcitriol, das als Proteininduktor, Immunsystemmodulator sowie bei der Calciumaufnahme im Darm wirkt.

## Struktur und Beispiele
Steroide bestehen aus vier kombinierten Ringstrukturen, die als Ring A bis Ring D bezeichnet werden. Bei der Bildung von Secosteroiden in Organismen wird durch UV-Strahlung meist der B-Ring des 7-Dehydrocholesterol geöffnet. Durch diese Photolyse entsteht zunächst das Prävitamin D3, das sich spontan zu Cholecalciferol umlagert (isomerisiert). Analog entsteht aus Ergosterin das Ergocalciferol (Vitamin D2). Aus diesen können durch UV-Licht-Bestrahlung oder andere Umsetzungen weitere Secosteroide hergestellt werden. Da bei den meisten Secosteroiden der Ring B an der 9-10-Position geöffnet wird, nennt man diese auch exakter 9,10-Secosteroide.
Bekannteste Beispiele sind neben dem Cholecalciferol (Vitamin D3) und Ergocalciferol (Vitamin D2), Calcidiol, Calcitriol, Tachysterol, Lumisterol und Tacalcitol.